# Svetlana Vysokova
Svetlana Joerjevna Vysokova (Russisch: Светлана Юрьевна Высокова) (Krasnokamensk, 12 mei 1972) is een voormalig langebaanschaatser uit Rusland.
Haar sportieve hoogtepunt was de bronzen medaille die ze behaalde op de Olympische Winterspelen van 2006 op de ploegenachtervolging.
In 1995 nam ze deel aan haar eerste ISU-kampioenschap, het WK allround. In totaal nam ze zes keer deel aan dit kampioenschap, in 2001, 2002 en 2003 kwalificeerde ze zich voor de vierde afstand en eindigde elke keer als 12e. Aan het EK allround nam ze eveneens zesmaal deel, in 1996 voor de eerste keer, in 2010 voor het laatst, op dit kampioenschap eindigde ze als 19e de eerste vijf keer steeds in de top 10. Naast deelname aan de OS 2006, waar ze individueel op de 3000 meter uitkwam (18e) nam ze ook deel aan de Spelen van 1998, ze eindigde op de 3000 en 5000 meter beide keren op de twaalfde plaats. Het vaakst nam ze deel aan de WK afstanden, zevenmaal, hierbij was de 7e plaats op de 5000 meter in 2003 en 2004 haar best prestatie. Met de ploegachtervolging werd ze in 2005 en 2007 vierde.
Aan de NK allround van Rusland nam ze vanaf 1992 18x deel, ze stond hierbij tien keer op het erepodium. Ze werd kampioene in 1994, 1996, 2003 en 2005, eindigde als tweede in 1998 en werd derde in 1995, 2001, 2007, 2008 en 2010. Behalve in 1992 en 1993 (respectievelijk 11e en 12e) eindigde ze de overige keren telkens in de top 10.

## Persoonlijk records
| Afstand    | Tijd    | Datum            | Baan           |
| ---------- | ------- | ---------------- | -------------- |
| 500 meter  | 40,50   | 7 januari 2005   | Heerenveen     |
| 1000 meter | 1.20,05 | 5 november 2005  | Calgary        |
| 1500 meter | 1.59,97 | 3 maart 2007     | Calgary        |
| 3000 meter | 4.04,18 | 18 november 2005 | Salt Lake City |
| 5000 meter | 7.07,08 | 11 maart 2007    | Salt Lake City |

## Resultaten
| Jaar | EK Allround | WK Allround | WK Afstanden                        | Olympische Spelen         | Wereldeker                  |
| ---- | ----------- | ----------- | ----------------------------------- | ------------------------- | --------------------------- |
| 1995 |             | NC19        |                                     |                           | 0p 500m 31e 1500m 26e 3k/5k |
| 1996 | 10e         | NC13        | 19e 1500m 9e 5000m                  |                           | 26e 1500m 12e 3k/5k         |
| 1997 |             |             |                                     |                           | 33e 1500m 16e 3k/5k         |
| 1998 |             |             |                                     | 12e 3000m 12e 5000m       | 36e 1500m 23e 3k/5k         |
| 1999 |             |             |                                     |                           | 43e 1500m 27e 3k/5k         |
| 2000 |             |             | 23e 1500m 17e 3000m 10e 5000m       |                           | 29e 1500m 26e 3k/5k         |
| 2001 | 10e         | 12e         | 17e 3000m 13e 5000m                 |                           | 35e 1500m 20e 3k/5k         |
| 2002 |             | 12e         |                                     |                           | 47e 500m 18e 3k/5k          |
| 2003 | 8e          | 12e         | 10e 3000m 7e 5000m                  |                           | 22e 1500m 11e 3k/5k         |
| 2004 |             |             | 12e 3000m 7e 5000m                  |                           | 15e 3k/5k                   |
| 2005 | 9e          | NC19        | 15e 3000m 9e 5000m 4e achtervolging |                           | 26e 3k/5k                   |
| 2006 | 8e          |             |                                     | 18e 3000m · achtervolging | 12e 3k/5k                   |
| 2007 |             |             | 10e 5000m 4e achtervolging          |                           | 31e 1500m 12e 3k/5k         |
| 2008 |             |             |                                     |                           | 0p 1500m 40e 3k/5k          |
| 2009 |             |             |                                     |                           | 0p 500m 0p 1500m 32e 3k/5k  |
| 2010 | NC19        |             |                                     | 18e 3000m 13e 5000m       | 0p 1500m 27e 3k/5k          |

 NC# = niet gekwalificeerd voor de laatste afstand, maar wel als # geklasseerd in de eindrangschikking 